# Chaguanas
Districtul Chaguanas este cel mai mare district (83.489 la recensământul din 2011) și orașul cu cea mai rapidă creștere din Trinidad și Tobago. Situat în partea central vesticăa insulei Trinidad, la sud de Port of Spain, la nord de Couva și San Fernando, numit după tribul indigen care s-a stabilit inițial acolo, a crescut ca mărime datorită apropierii de fabrica de zahăr Woodford Lodge. A rămas un oraș mic până în anii 1980, când a început să crească rapid, întrucât atrăgea oamenii pentru cumpărăturile de chilipiruri și locuințele la prețuri moderate. Cu toate acestea, creșterea sa rapidă a făcut ca valorile proprietăților să crească în mod dramatic.
Chaguanas a devenit o district în 1990; înainte de aceasta, făcea parte din comitatul Caroni. 

## Orașe înfrățite
- Lauderhill, SUA[5]